# 黃金之路
《黃金之路》（英語：The Golden Road），又譯作黃金歲月，是一本由加拿大作者露西·莫德·蒙哥馬利所創作的小說，於1913年出版。

## 寫作背景
蒙哥馬利在童年時期從她的姑婆（great aunt）瑪麗·羅森（Mary Lawson）口中聽到許多故事，後來她將這些故事運用在《說故事的女孩》及《黃金之路》兩本書中。

蒙哥馬利於1911年7月5日結婚，並離開了愛德華王子島。10月，因為她的丈夫於安大略省的利斯克代爾（Leaskdale）的聖保羅長老會教堂任職牧師，蒙哥馬利也跟著來到了當地。1912年4月30日她開始動筆創作這本小說，並於7月7號生下了她的第一個兒子。蒙哥馬利於1913年5月21日完成了小說，她說︰「我一直匆匆忙忙，而時間又很急迫，我還得在高度的壓力下完成它，過程中不斷擔心隨時會有人來打斷我。」書最終於9月1號出版。這本書是獻給瑪麗·羅森的。

## 內容摘要
故事以伯利為中心展開，他回憶起他的童年時光與弟弟菲利克、他的朋友還有堂表兄弟姊妹們——菲莉思蒂、雪莉、達林、雪拉·史達林（說故事的女孩），農場僱工彼得·克雷格、還有鄰居雪拉·雷恩，他們常常在他們家族的果園裡玩耍，經歷了許許多多冒險，還創造了他們自己的報紙「我們的雜誌」（Our Magazine）。
這本書比上一本書有更多的人物發展，讀者可見到這群孩子的成長，尤其是他們會見到雪拉·史達林永遠地離開童年的黃金之路。他們也能瞧見彼得和菲莉思蒂，化學作用開始在他們之間萌發；伯利和雪拉·史達林也被彼此吸引，但未有機會發展。整個故事不時地暗示伯利的堂妹雪莉患有肺病，在一段說故事的女孩為大家占卜未來的情節中，成年後的伯利證實，雪莉從未離開過黃金之路，此外，伯利也強烈暗示彼得和菲莉思蒂將來會結婚。故事於雪拉·史達林的父親來接她走、打算讓她接受正規的教育時結束，這群孩子們之後再也不曾完整地聚首了。

## 外部連結
- The Golden Road by L. M. Montgomery （页面存档备份，存于） （英）古藤堡計劃(Project Gutenberg)，有著數位化的書籍。
- The Golden Road （页面存档备份，存于） （英）LibriVox (免費的有聲書，授權開放使用)
- L.M. Montgomery's Personal Scrapbooks and Book Covers （页面存档备份，存于）（英）The Confederation Centre Art Gallery
- The Story Girl and The Golden Road（英）一個有著蒙哥馬利資源的網站。
- The L.M. Montgomery Literary Society （页面存档备份，存于）（英）這個網站提供了一些資料，包涵了蒙哥馬利的工作及其生活，以及報導所做的調查。